# ヴォルフガング・サヴァリッシュ
ヴォルフガング・サヴァリッシュ（Wolfgang Sawallisch, 1923年8月26日 - 2013年2月22日）は、ドイツ、バイエルン州ミュンヘン生まれの指揮者・ピアニスト。

## 人物・来歴
幼少期からピアノ、音楽理論、作曲を学ぶ。10歳の頃、初めて見たオペラ、フンパーディンクの『ヘンゼルとグレーテル』に感動して指揮者を志し、現代音楽の指揮で名高いハンス・ロスバウトに師事する。第二次世界大戦で通信兵として徴兵され、イタリアにて捕虜として終戦を迎える。帰国後、ミュンヘン音楽大学に入学し３か月で卒業。卒業後は1947年にアウクスブルク市立歌劇場のコレペティトーアとなり『ヘンゼルとグレーテル』でデビューする。この指揮が高く評価され、第一指揮者、カペルマイスターに抜擢される。次いで1949年にはピアノ奏者としてヴァイオリニストのゲルハルト・ザイツと共演し、ジュネーヴ国際音楽コンクールの二重奏部門で1位なしの2位となる。以後、指揮者とピアニスト（主にリートの伴奏者）としての活動を並立させる。またこの時期ザルツブルクにてイーゴリ・マルケヴィッチの指揮法のマスタークラスの助手を務める。
1953年にはアーヘン、1958年にヴィースバーデン、1960年にケルンのそれぞれの市立歌劇場の音楽総監督に就任する。その間の1953年にベルリン・フィルハーモニー管弦楽団を初指揮。また1954年、ヴィルヘルム・フルトヴェングラーの葬儀でベルリン・フィルの追悼演奏を指揮。1957年にはロンドン・デビュー（エリーザベト・シュヴァルツコップの伴奏者、フィルハーモニア管弦楽団の指揮）そして、バイロイト音楽祭に開幕演目の『トリスタンとイゾルデ』で初出演を果たす。33歳でのバイロイトへの出演は当時の最年少記録だった（1960年にロリン・マゼールが30歳で初出演し、現在はこれが最年少記録）。バイロイトには1962年まで連続出演した（『トリスタンとイゾルデ』（1957～1959）『さまよえるオランダ人』（1959～1961）『タンホイザー』（1961～1962）『ローエングリン』（1962））。またケルンの音楽監督時代にケルン音楽大学の指揮科の教授を務めた。
これらの成功で、カラヤンはサヴァリッシュをウィーン国立歌劇場に、一方でルドルフ・ビングも当時支配人であったメトロポリタン歌劇場に引っ張りこもうとした。しかしサヴァリッシュは、自分はまだ経験不足だということを理由にいずれも断っている。結果的にこれが、プライドの高い2人の逆鱗に触れてしまい、カラヤンからは一度もベルリン・フィルハーモニー管弦楽団に招かれることがなく、また生涯一度もメトロポリタン歌劇場で指揮することなく終わった。
歌劇場での活躍の一方で、オーケストラの音楽監督としても活躍し、ウィーン交響楽団やハンブルク・フィルハーモニー管弦楽団、スイス・ロマンド管弦楽団の首席指揮者を歴任した。スイス・ロマンド管弦楽団では創設者エルネスト・アンセルメ亡き後のオーケストラの再構築に尽力した。1971年からはバイエルン国立歌劇場の音楽監督（1982年から1992年は音楽総監督）に就任した。若手の逸材歌手を積極的に登用し、出演者の相対的な若返りに成功した。1988年には、ミュンヘン・オペラ・フェスティバルにおいて、リヒャルト・シュトラウスのすべてのオペラを上演して話題を呼んだ。
バイエルンのポストを退任後、リッカルド・ムーティの後任としてフィラデルフィア管弦楽団の音楽監督に就任した。フィラデルフィアのポストを退任した後は特定のポストには就かず、フリーの指揮者となりベルリン・フィル、ウィーン・フィルハーモニー管弦楽団、ロイヤル・コンセルトヘボウ管弦楽団、ロンドン・フィルハーモニー管弦楽団、チェコ・フィルハーモニー管弦楽団、ウィーン響、フィラデルフィア管、N響などのオーケストラを定期的に指揮していたが2006年3月に、5月以降に予定していたフィラデルフィアやローマなどでのコンサートを心臓病の悪化を理由にキャンセルし、現役からの引退を事実上表明した。2013年2月22日、バイエルン州グラッサウにある自宅で死去した。
ミラノ・スカラ座からトスカニーニ・バトン、ベルリン・フィルからニキシュ・メダル、ウイーン交響楽団からブルックナー・メダルを贈られている。

## 日本との関係

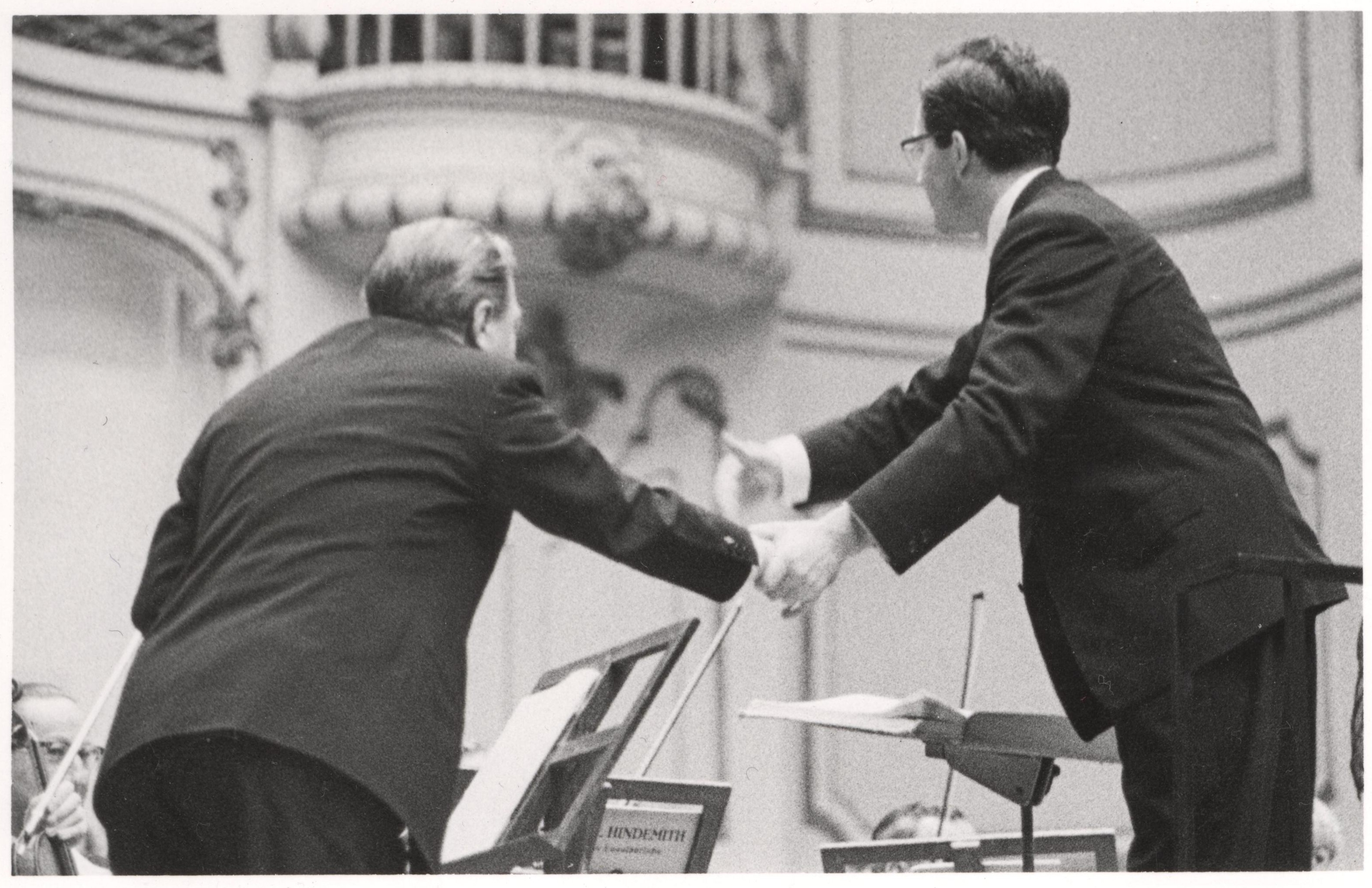
ハンブルク、1960年

1964年11月、NHK交響楽団の招聘で初来日以来、ほぼ毎年のように来日した。以降、N響への客演のほか、バイエルン国立歌劇場（1974年、1988年、1992年。1974年はカルロス・クライバーらが同行）やフィラデルフィア管弦楽団（1993年、1999年）との来日公演を行い、日本でもなじみ深い巨匠の一人である。2003年11月にウィーン・フィルハーモニー管弦楽団と来日する計画もあったが、体調不良によりキャンセルとなった。
NHK交響楽団において、1967年に名誉指揮者、1994年に桂冠名誉指揮者となった。N響とは定期公演のほか、海外公演や二期会と組んだオペラ上演などでも大いに活躍した。またN響の節目節目の演奏会には必ず登場し、1970年のベートーヴェン生誕200年チクルスや、1973年のNHKホールこけら落し公演、1986年10月1日の第1000回定期公演と2001年の創立75周年記念公演（ともにメンデルスゾーンのオラトリオ『エリヤ』）などに出演している。2004年の出演では、老齢のため椅子に軽く座って指揮をした。2005年に予定されていた公演は体調が思わしくなく出演をキャンセルしており、結果的に2004年度の出演（ベートーヴェンの交響曲第7番ほか）が最後の共演となった。
サヴァリッシュは、「日本の他のオーケストラとは共演したくない」と言うほどN響に惚れ込み、N響もまたサヴァリッシュに全幅の信頼を置いたゆえに長い蜜月の関係となったが、N響の楽員がサヴァリッシュに惚れ込んだ理由としては、「リハーサルが非常に短く合理的」というものがあった。これは、ヨーゼフ・ローゼンシュトックやヴィルヘルム・シュヒターら、先達のN響常任指揮者が、締め上げるようなリハーサルをしていた反動ではないかと言われている。
引退後の2006年7月にNHKのインタビューを受けており、一部が2007年2月12日放送のN響創立80周年記念番組に使われた。コンサートマスターの徳永二男は「本来、室内楽は奏者が会話を楽しむようなやりとりが面白いが、彼との室内楽とはそれとは違って完全に彼の指示通りに演奏した。その意味では、普通の室内楽とは違っていた」と話している。N響のレパートリーがドイツ音楽に偏向しており、色彩感のあるフランス音楽などを不得意としている原因の一つが、サヴァリッシュの指揮感覚にあるという意見がある。
勲三等旭日中綬章を受章している。また、日本リヒャルト・シュトラウス協会名誉総裁を務めた。

## 演奏スタイル・レパートリー
すべてのパートに対して目が届く指揮者で、共演した合唱指揮者に「指揮台から投網をかけられているようだ」と驚かれた。演奏スタイルは奇をてらったところがなく評論家の宇野功芳は「外科医のよう」「将来はベームをより近代化したような名匠になるだろう」と評価した。
レパートリーとしては、古典派・ロマン派から近代までのドイツ・オーストリア音楽の正統派の曲目が並ぶ。モーツァルトやベートーヴェン、ワーグナーでも素晴らしい演奏を繰り広げているが、それ以上にシューベルトやメンデルスゾーン、シューマン、R・シュトラウスなどの演奏が知られている。R・シュトラウスのオペラに関しては、ベーム亡き後の伝道師的存在であった（壮年期の『カプリッチョ』をはじめ、EMIに主要作品を録音した）。また、メンデルスゾーンは管弦楽作品全曲を校訂するほど熱心に取り上げている。シューマンの演奏においては、マーラー以来行われていた交響曲の改訂に異を唱え、原典を尊重する演奏をする。またスラヴ系の曲がお気に入りで、『白鳥の湖』は3回の録音・収録を行ったほか、ドヴォルザークやスメタナを頻繁に取り上げた。
愛国心の強いチェコ・フィルハーモニー管弦楽団を何度も振ったドイツ人指揮者（オーストリア帝国やナチス・ドイツ支配の歴史もありチェコではドイツ人指揮者を敬遠する傾向があり、後年の音楽監督ゲルト・アルブレヒトも短期で終わった）であり、チャールズ・マッケラスをして「私とサヴァリッシュはチェコの音楽とオーケストラが大好きです」と言わしめるほどである。近現代の作品に対しても少なからず取り組みがあり、録音を行っている。

## エピソード
- 伴奏ピアニストとしても実績を残しており、ルチア・ポップやディートリヒ・フィッシャー＝ディースカウの伴奏をしたCDが発売されている。
- 現在NHKでは、ヴォルフガングではなくウォルフガングと表記している。通常標準ドイツ語では“ヴォルフガング・ザヴァリッシュ”（(ドイツ語: [ˈvɔlfɡaŋ zaˈvalɪʃ]）と発音するが、サヴァリッシュの出身地のミュンヘン方言ではヴォルフガング・サヴァリッシュとなる。
- 初来日した時、東京の暴走タクシーに唖然とした。また、食文化の違いに驚き、しばらく絶食の状態が続いた。この危機を救ったのが園田高弘である。園田との親交は長く続き、2001年には、N響定期において園田との初共演だったシューマンのピアノ協奏曲をプログラムに組み入れた。来日して地方公演をこなした経験が多いためか、いまだ訪れていない都道府県をすべて把握していた。
- キャンセル魔として知られるカルロス・クライバーの面倒をよく見た。出演する多くの公演に立ち会い、クライバーが不安でキャンセルしないよう尽力した。ある時は舞台袖まで同伴し、背中を押したこともある。結果として、生涯特定団体の常任ポストに就かず客演指揮者として生涯をまっとうしたクライバーだが、バイエルン国立歌劇場のみとは長期間のレギュラー関係を築くことになった。
- 1986年にバイエルン国立管弦楽団がクライバーと来日を果たした背景に、サヴァリッシュの尽力がある。バイエルン国立歌劇場としてツアーを組まず、オーケストラだけのツアーということで（前例がなかったため）反対意見が多数を占めた中、サヴァリッシュは政府高官を「絶対に成功する」と説得し、訪日ツアーを実現させた。
- フィラデルフィア管弦楽団の音楽監督就任を受諾した理由は「1000人近くのスタッフを統率したバイエルン国立歌劇場と違い、演奏だけに集中できるからです。あとは年1回のスポンサーとのパーティで「ハロー、サンキュー」というだけです」と語った。（来日時のインタビューより）
- 1966年、当時フィラデルフィア管弦楽団音楽監督のオーマンディに、当楽団の次期音楽監督として引き継いでほしい、と要請されたが、現行の契約の縛りを理由に固辞した。その後1970年代にオーマンディから2度目の要請が入り、これも固辞した。1993年、今度は当楽団全員一致の、次期音楽監督にサヴァリッシュを指名する、との投票結果による要請を受けて心が動き、70歳の高齢にもかかわらず受諾することを決心した。「フィラデルフィアから、まさか3度目の要請が来るとは思っていなく、本当に驚いた」と語っている。
- 1994年2月11日、フィラデルフィアが大雪で交通麻痺に見舞われ、オーケストラの楽団員が会場に来られなかった時、オーケストラの部分を（指揮者用のフルスコアを見ながら）即興でピアノで弾き、ゲストらと共演した。そして、徒歩で来られる全ての市民に無料で門を開くことを経営陣に提案し、大成功を収めた。フィラデルフィア管弦楽団の伝説的なコンサートの一つとして、今日でも語り継がれている。
- 1998年、長年連れ添った妻が亡くなったにもかかわらず、コンサートを一切キャンセルしなかった。しかし、妻死後の最初のコンサート、フィラデルフィアでのブルックナー第6番のリハーサル中、第2楽章「葬送行進曲」にさしかかった時、あまりの悲しみで体が崩れて立ち上がれなかった。このため、リハーサルは一時中止したが、すぐに気を取り戻してオーケストラメンバーに謝罪をし、リハーサルを続けた。副首席フルート奏者は、この瞬間、奏者とサヴァリッシュの関係はさらに深いつながりを持つものになった、と語っている。
- 2001年9月11日の米国同時テロが発生した時、ミュンヘンの自宅で休養中だったが、すぐにフィラデルフィアに飛び、フィラデルフィア管弦楽団と一緒に追悼コンサートを開いた。「大変悲しくて苦しい時に、オーケストラみんなと一緒にいてあげたかった」と語っている。（2008年米国TV局PBS「マエストロ」インタビューより）
- 指揮したことがなく、死ぬ前に指揮したかった作品は、ヨハン・ゼバスティアン・バッハの『ミサ曲ロ短調』だと語っている。
- バイエルン国立歌劇場を退任してから、オペラを一度も振っていない。このことについて2000年9月のインタビューで「あんな面倒臭いものを誰がやるんですか。絶対、絶対、二度とやらない。」と発言している。
- しかし上記発言とは裏腹に、オペラ上演にかける意気込みには並々ならぬものがあった。特に、リヒャルト・シュトラウスのオペラ受容に、多大な貢献をした。
- バイエルン国立歌劇場1992年来日公演（愛知県芸術劇場の杮落とし公演）の『影のない女』は、サヴァリッシュの強い希望でプログラムに入れられた。演出は「日本人の優れた演出家を」ということで、市川猿之助（2代目市川猿翁）がオリエンタルな舞台を作り上げた。

## 著作
- 訳:眞鍋圭子『音楽と我が人生─サヴァリッシュ自伝』Im Interesse der Deutlichkeit. Mein Leben mit der Musik,1988